# Coccia (Einheit)
Coccia war ein Gold-, Silber- und Juwelengewicht auf der Insel Malta.
- 1 Coccia = 0,0459 Gramm

Die Maßkette war
- 1 Libbra/Pfund = 12 Once/Unzen = 96 Dramme/Drachmen = 384 Trappesi = 1728 Carati = 6912 Cocce = 317,5 Gramm